# Pływanie krótkodystansowe na Halowych Igrzyskach Azjatyckich 2007
Pływanie krótkodystansowe na Halowych Igrzyskach Azjatyckich 2007 odbyło się w dniach 26 października – 2 listopada 2007 w hali Macau Olympic Aquatic Centre. Tabelę medalową tych zawodów wygrali reprezentanci Hongkongu.

## Mężczyźni
| Konkurencja                        | Złoto                                                                                 | Srebro                                                                                  | Brąz                                                                                            |
| ---------------------------------- | ------------------------------------------------------------------------------------- | --------------------------------------------------------------------------------------- | ----------------------------------------------------------------------------------------------- |
| 50 m stylem dowolnym               | Arwut Chinnapasaen                                                                    | Liu Yu                                                                                  | Li Yujun                                                                                        |
| 100 m stylem dowolnym              | Liu Yu                                                                                | Wasilij Daniłow                                                                         | Alexandr Sklyar                                                                                 |
| 200 m stylem dowolnym              | Liu Runliang                                                                          | Oleg Rabota                                                                             | Hwang Jun-ho                                                                                    |
| 50 m stylem grzbietowym            | Lin Yi                                                                                | Stanislaw Osinsky                                                                       | Geoffrey Robin Cheah                                                                            |
| 100 m stylem grzbietowym           | Stanislaw Osinsky                                                                     | Lin Yi                                                                                  | Geoffrey Robin Cheah                                                                            |
| 50 m stylem klasycznym             | Mohammad Alirezaei                                                                    | Sandeep Sejwal                                                                          | Vorrawuti Aumpiwan                                                                              |
| 100 m stylem klasycznym            | Wang Wei-wen                                                                          | Sandeep Sejwal                                                                          | Jewgienij Ryżkow                                                                                |
| 50 m stylem motylkowym             | Zhou Jiawei                                                                           | Rustam Kudijew                                                                          | Victor Wong Wing Cheung                                                                         |
| 100 m stylem motylkowym            | Zhou Jiawei                                                                           | Victor Wong Wing Cheung                                                                 | Rustam Kudijew                                                                                  |
| 100 m stylem zmiennym              | Radomyos Matjiur                                                                      | Wang Wei-wen                                                                            | srebrny medal przyznano wspólnie dla Dilmana i Wei-Wena                                         |
| 100 m stylem zmiennym              | Radomyos Matjiur                                                                      | Artur Dilman                                                                            | srebrny medal przyznano wspólnie dla Dilmana i Wei-Wena                                         |
| 200 m stylem zmiennym              | Radomyos Matjiur                                                                      | Dmitrij Gordienko                                                                       | Artur Dilman                                                                                    |
| Sztafeta 4 × 50 m stylem dowolnym  | Chiny · Zhang Fangqiang · Liu Yu · Liu Runliang · Li Yujun                            | Kazachstan · Rustam Kudijew · Alexandr Sklyar · Stanislaw Kuzmin · Wjaczesław Titarenko | Tajlandia · Arwut Chinnapasaen · Kanapol Sirivadhanakul · Vorrawuti Aumpiwan · Radomyos Matjiur |
| Sztafeta 4 × 100 m stylem dowolnym | Kazachstan · Artur Dilman · Alexandr Sklyar · Wjaczesław Titarenko · Stanislaw Kuzmin | Chiny · Zhang Fangqiang · Wang Ximing · Zhang Xuanho · Liu Runliang                     | Hongkong · Andres Tung · Yan Ho Chun · Lum Ching Tat · Geoffrey Robin Cheah                     |
| Sztafeta 4 × 50 m stylem zmiennym  | Chiny · Lin Yi · Long Fazhong · Zhou Jiawei · Liu Yu                                  | Kazachstan · Stanislaw Osinsky · Jewgienij Ryżkow · Rustam Kudijew · Stanislaw Kuzmin   | Tajlandia · Suriya Suksuphak · Vorrawuti Aumpiwan · Radomyos Matjiur · Arwut Chinnapasaen       |
| Sztafeta 4 × 100 m stylem zmiennym | Chiny · Lin Yi · Long Fazhong · Zhou Jiawei · Zhang Fangqiang                         | Kazachstan · Stanislaw Osinsky · Jewgienij Ryżkow · Rustam Kudijew · Alexandr Sklyar    | Makau · Antonio Tong · Ma Chan Wai · Victor Wong Wing Cheung · Lao Kuan Fong                    |

## Kobiety
| Konkurencja                        | Złoto                                                                                | Srebro                                                                                              | Brąz                                                                        |
| ---------------------------------- | ------------------------------------------------------------------------------------ | --------------------------------------------------------------------------------------------------- | --------------------------------------------------------------------------- |
| 50 m stylem dowolnym               | Wu Binan                                                                             | Sze Hang Yu                                                                                         | Lee Jae-young                                                               |
| 100 m stylem dowolnym              | Hannah Wilson                                                                        | Lee Jae-young                                                                                       | Wu Binan                                                                    |
| 200 m stylem dowolnym              | Natthanan Junkrajang                                                                 | Lee Jae-young                                                                                       | Jennifer Town                                                               |
| 50 m stylem grzbietowym            | Sherry Tsai Hiu Wai                                                                  | Anastazja Prilepa                                                                                   | Stephanie Au Hoi Shun                                                       |
| 100 m stylem grzbietowym           | Sherry Tsai Hiu Wai                                                                  | Stephanie Au Hoi Shun                                                                               | Chen Xiujun                                                                 |
| 50 m stylem klasycznym             | Lim Su-young                                                                         | Tan Jingwen                                                                                         | Suen Ka Yi                                                                  |
| 100 m stylem klasycznym            | Lim Su-young                                                                         | Liu Shuyuan                                                                                         | Tan Jingwen                                                                 |
| 50 m stylem motylkowym             | Sze Hang Yu                                                                          | Hannah Wilson                                                                                       | Park Hyun-jung                                                              |
| 100 m stylem motylkowym            | Hannah Wilson                                                                        | Sze Hang Yu                                                                                         | Natnapa Prommuenwai                                                         |
| 100 m stylem zmiennym              | Sherry Tsai Hiu Wai                                                                  | Sze Hang Yu                                                                                         | Natthanan Junkrajang                                                        |
| 200 m stylem zmiennym              | Sherry Tsai Hiu Wai                                                                  | Natthanan Junkrajang                                                                                | Lee Soo-jung                                                                |
| Sztafeta 4 × 50 m stylem dowolnym  | Hongkong · Sherry Tsai Hiu Wai · Sze Hang Yu · Stephanie Au Hoi Shun · Hannah Wilson | Tajlandia · Natthanan Junkrajang · Pannika Prachgosin · Natnapa Prommuenwai · Jiratida Phinyosophon | Chiny · Cheng Feng · Liu Shuyuan · Guo Shiqi · Wu Binan                     |
| Sztafeta 4 × 100 m stylem dowolnym | Hongkong · Sherry Tsai Hiu Wai · Sze Hang Yu · Hannah Wilson · Stephanie Au Hoi Shun | Tajlandia · Natthanan Junkrajang · Rutai Santadvatana · Pannika Prachgosin · Jiratida Phinyosophon  | Korea Południowa · Lim Su-young · Lee Soo-jung · Kim Yu-yon · Lee Jae-young |
| Sztafeta 4 × 50 m stylem zmiennym  | Hongkong · Sherry Tsai Hiu Wai · Suen Ka Yi · Sze Hang Yu · Hannah Wilson            | Korea Południowa · Kim Yu-yon · Lim Su-young · Park Hyun-jung · Lee Jae-young                       | Chiny · Chen Xiujun · Tan Jingwen · Guo Shiqi · Wu Binan                    |
| Sztafeta 4 × 100 m stylem zmiennym | Hongkong · Sherry Tsai Hiu Wai · Suen Ka Yi · Hannah Wilson · Stephanie Au Hoi Shun  | Korea Południowa · Kim Yu-yon · Lim Su-young · Park Hyun-jung · Lee Jae-young                       | Chiny · Chen Xiujun · Liu Shuyuan · Guo Shiqi · Wu Binan                    |

## Tabela medalowa zawodów
| Pozycja | Państwo          |    |   |   | Łącznie |
| ------- | ---------------- | -- | - | - | ------- |
| 1       | Hongkong         | 11 | 5 | 6 | 22      |
| 2       | Chiny            | 9  | 5 | 7 | 21      |
| 3       | Tajlandia        | 4  | 3 | 5 | 12      |
| 4       | Kazachstan       | 2  | 9 | 4 | 15      |
| 5       | Korea Południowa | 2  | 4 | 5 | 11      |
| 6       | Chińskie Tajpej  | 1  | 1 | 0 | 2       |
| 7       | Iran             | 1  | 0 | 0 | 1       |
| 8       | Indie            | 0  | 2 | 0 | 2       |
| 9       | Makau            | 0  | 1 | 2 | 3       |
| 10      | Kirgistan        | 0  | 1 | 0 | 1       |